# Patrick Kammerbauer
Patrick Kammerbauer (ur. 11 lutego 1997 w Raitenbuch) – niemiecki piłkarz występujący na pozycji pomocnika w niemieckim klubie Eintracht Brunszwik, do którego jest wypożyczony z SC Freiburg.

## Życiorys
Jest wychowankiem 1. FC Nürnberg. W czasach juniorskich trenował także w DJK Raitenbuch. 1 lipca 2016 został włączony do kadry seniorskiego zespołu FC Nürnberg. W 2. Bundeslidze zagrał po raz pierwszy 16 października 2016 w wygranym 3:0 meczu z Karlsruher SC. 30 stycznia 2018 odszedł za 350 tysięcy euro do pierwszoligowego SC Freiburg.